# El Trébol (Chubut)

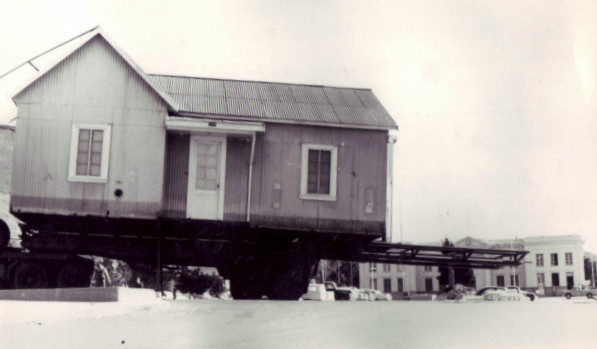
Casa de chapa desarticulada de los campamentos y puesta a la venta en la administración de YPF

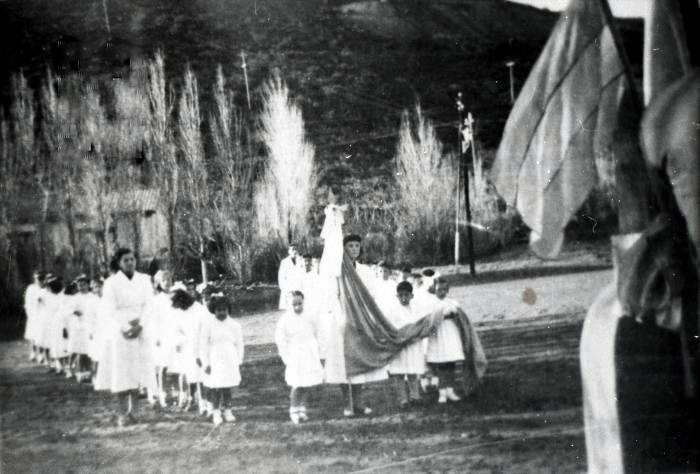
Actividades escolares en la entonces localidad petrolera con gran concurrencia

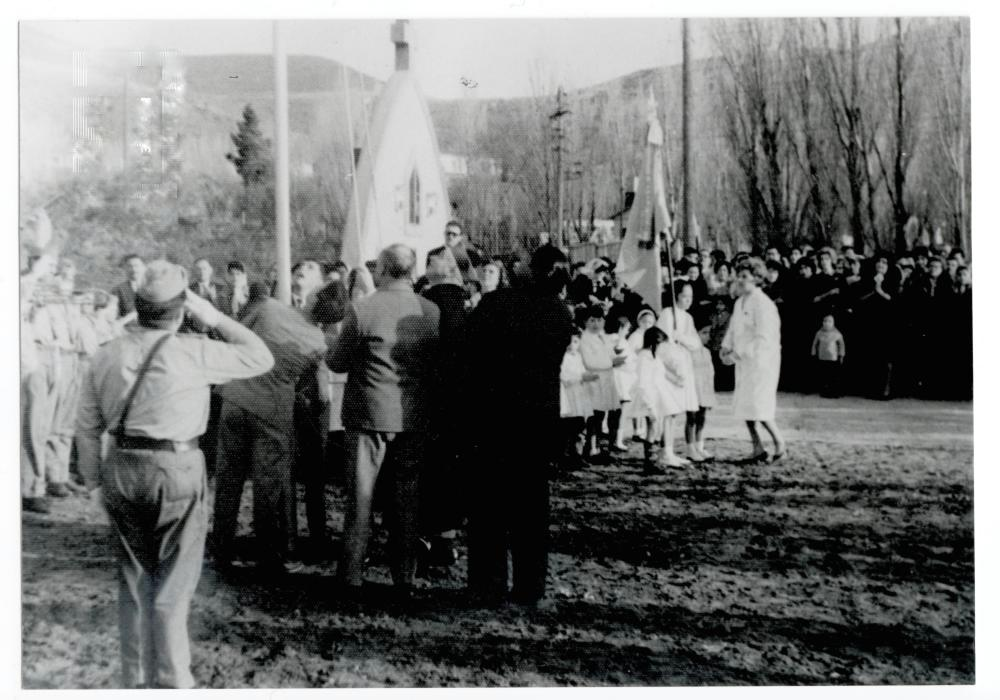
Acto público religioso en el campamento

El Trébol es una localidad argentina ubicada en el departamento Escalante, provincia del Chubut. La localidad se ubica a 685 m s. n. m., en plena meseta patagónica, sobre la Ruta Nacional 26, cerca de Campamento El Tordillo. Se halla en las coordenadas 45°49′0″ S 67°55'60"O.

## Toponimia
Su nombre se debe a la especie Trifolium. La denominación campamento es una forma de aludir a estas localizaciones urbanas en virtud de un análisis comparativo, dado que fueron administradas desde una unidad central próxima o distante al emplazamiento urbano original.

## Historia
La zona de El Trébol cobró gran relevancia cuando se descubrieron entre 1928 y 1936 los grandes yacimientos del llamado flanco norte, como Cañadón Perdido, Diadema Argentina, Escalante, Manantiales Behr, Pampa del Castillo, El Tordillo, etc.
La localidad nació como un campamento petrolero en 1938, junto con otros sitios como Pampa del Castillo, Manantiales Behr, Restinga Alí, Escalante, entre otros. El motivo del establecimiento del poblado fue mantener concentraciones obreras cercanas a las fuentes de explotación. Al poco tiempo se volvió un yacimiento petrolífero importante para YPF, donde habitaban obreros provenientes de provincias como Catamarca y La Rioja. La empresa estatal fue reemplazando aquellas antiguas y voladizas carpas de lona improvisadas al borde de la boca de pozo y llevó a los campamentos a transformarse en verdaderos pueblos.
Desde los primeros tiempos de los campamentos el cine estuvo presente. En espacios como los clubes, galpones, comedores o salones sociales YPF desarrollaba intensas jornadas de proyección fílmica. Su auge se daría desde la década de 1940. Los campamentos eran visitados por camiones que tenían en la caja bastidores recubiertos de arpillera, con afiches pegados y grandes caracteres pintados a la tiza, convocando a los vecinos al estilo de viejos buhoneros. Todos los cines poseían separaciones gregarias. Al pulman iban los jerárquicos y a la platea los subordinados. Las proyecciones tenían contenido ideológico nacionalista favorable al periodo peronista, sin matices del conflicto social  en su gran mayoría.
El Campamento era visitado por el carnicero o el verdulero, ambos de YPF, dos veces por semana. Cada habitante compraba lo que deseaba. Además había vendedores particulares como pescadores: vendedores de masas dulces, como rosquitas, tortas y las traía en su canastita y hasta se daban cita aquí comerciantes con mercaderías variadas como heladerías que llegaban desde Comodoro, todos los días.
Como muchos otros campamentos del área, poseía proveedurías, restaurante, hoteles, comercios, lugares de entretenimiento (como cines), policía, centros de salud, etc. Como muchos otros campamentos del área, poseía proveedurías, restaurante, hoteles, comercios, lugares de entretenimiento (como cines), policía, centros de salud, etc. En cuanto a su proveeduría se abastecía desde la central ubicada en General Mosconi. Poseía gran variedad de productos y beneficiaba a los empleados con un 20% de preciso más bajos que los hallados en el pueblo de Comodoro. Su sistema de cobro estaba estructurado en dos tipos de créditos: uno ordinario que era para la compra de comestibles y que descontaba al otro mes en el recibo de sueldo. El otro era especial para otro tipo de compras y se descontaba en varios meses.
La localidad también poseía notable vinculación con sus campamentos hermanos de la zona Escalante, Manantiales Behr, Cañadón Perdido, Pampa del Castillo y Campamento El Tordillo, los principales de la empresa; además de mantener contacto con otros campamentos de empresas privadas. Los medios para estos realizar encuentros de «Intercampamentos» eran una cancha y un equipo de fútbol conformado por trabajadores de la empresa, se ofrecían espectáculos deportivos y musicales. El encuentro futbolístico era tan esperado que hasta se conformaron un clásicos entre los equipos de los petroleros. El ambiente según sus propios habitantes fue de índole paradisíaco con una empresa que proveía todo en un tan familiar. Además, un colectivo vinculaba el campamento con Comodoro Rivadavia en la semana.
La localidad también poseía una cancha y un equipo de fútbol conformado por trabajadores de la empresa. La importancia de los clubes deportivos en los campamentos petroleros era canalizar las expectativas de participación del personal de la empresa. Estos al estar impedidos de participar de las decisiones políticas que estaban en manos de la empresa, debían canalizarse en alguna otra dirección. Entre 1915 y 1946 se crearon más de 20 clubes en distintos campamentos. Asimismo, los clubes no sólo concentraban la atención deportiva, sino que también eran ámbito propicio para el desarrollo de bailes en sus instalaciones y reuniones sociales.
Según informaciones aportadas por un censo de trabajadores de los yacimientos estatales de Comodoro Rivadavia, en 1962, la composición de la mano de obra mostraba un aumento relativo del número de nacionales, que había crecido hasta constituir el 21,3% de la población.
La localidad estuvo plenamente habitada por las familias de los trabajadores hasta 1968, cuando fue cerrado a las familias. Al momento del cierre de la localidad aun contaba con escuela, capilla, comercios, club deportivo y espacios de recreación.
Este cierre coincidió con las políticas iniciadas por YPF hacia fines de la década de 1960 y principios de la década de 1970, cuyo objetivo fue levantar las pequeñas poblaciones aledañas a la ciudad de Comodoro lentamente. Esto terminó provocando que los obreros se muden a nuevos barrios de la Zona Norte de Comodoro Rivadavia. Además, las chapas de las viviendas fueron desmanteladas y traslada a las nuevas, dejando el paisaje más despoblado.
La importancia del campamento resurgió con el renacimiento del actividad petrolera desde 2003 y en el 2013 al ser declarado yacimiento maduro se le impuso la exploración no convencional se planea llevar a más de 3.800 metros de profundidad con el objetivo de llegar a la formación D-129 y conocer si ahí hay estructuras de shale gas y shale oil.
En mayo de 2014 el presidente y CEO de YPF, Miguel Galuccio, y el gobernador de Chubut, Martín Buzzi, anunciaron el descubrimiento de hidrocarburos no convencionales en el yacimiento El Trébol, cuyas características generales serían similares a la del yacimiento no convencional de Vaca Muerta.
En 2018 se cumplieron 50 años desde el cierre del antiguo campamento petrolero de YPF. Para recordar la fecha se inauguró un monolito con placas conmemorativas con la presencia de políticos, extrabajadores y sus familias que habitaron la zona.
El Trébol a pesar de no albergar habitantes continúa recibiendo a antiguos habitantes y sus descendientes. Los mismos organizan charlas y comidas para recordar el pasado y mantener la memoria del lugar todos los años.
La zona que rodea al yacimiento, a pesar de tener vigilancia, sufre constante robos de cables. Estos son despojados del valioso cobre y revendido en el mercado marginal; lo que causa grandes pérdidas a la operadora petrolera.

## Acuífero Patagónico
Bajo sus suelos se desarrolla un Acuífero subterráneo que se halla a una profundidad, comparativa, de doscientos metros. El mismo es de carácter regional alojado dentro de un  grupo de rocas sedimentarias de la edad terciaria media-superior que involucra fracciones de dos unidades geológicas correspondientes a la Formación Patagonia y Santa Cruz. Este conjunto de rocas sedimentarias presenta espesores tales que permiten alojar importantes volúmenes de agua. Recorre toda la cuenca del Golfo San Jorge (provincias de Chubut y Santa Cruz).
El acuífero fue perforado y desarrollado a partir de trabajos de investigación y perforaciones realizadas por la empresa estatal Yacimientos Petrolíferos Fiscales; la misma continuó su operación, ya privatizada, hasta que fue cedido al estado provincial en los años 90.
Desde ese momento hasta el año 2013 la explotación estuvo a cargo de Servicios Públicos de la Provincia del Chubut, luego pasó a manos del municipio de Comodoro Rivadavia, quien cedió la concesión para su operación a la Sociedad Cooperativa Popular Limitada (SCPL).
Ente 2014 y 2015 una actividad conjunta entre el Municipio de Comodoro Rivadavia y la Provincia del Chubut, permitió el estudió la calidad del agua en cuanto a su potabilidad realizando un análisis exhaustivo de la misma. Los estudios demostraron que, al momento del análisis, no existió ninguna evidencia de contaminación por hidrocarburos ni metales pesados. Para 2017 abastece al 15-23% de la población consume sus aguas,  que se encuentran a escasos kilómetros de la ciudad de Comodoro. La producción actual de los pozos en marcha es de 490 m3/hora aproximadamente (12.000.000 litros por día)  lo que implica una cantidad de agua potable para el consumo promedio de 58.000 vecinos de la ciudad. Este volumen representa un 10 % de la totalidad del agua que ingresa  a la ciudad diariamente. Para marzo de 2017 se perforaron 90 pozos, 17 en la zona El Trébol y el resto en la zona de Manantiales Behr y La Corona.